# Le Candidat (film)
Pour les articles homonymes, voir Le Candidat.
Pour plus de détails, voir Fiche technique et Distribution.
Le Candidat est un film français réalisé par Niels Arestrup sorti en 2007.

## Synopsis
Peu avant l'élection présidentielle d'un État européen, Michel Dedieu a remplacé au pied levé le candidat de son parti, contraint de se retirer à cause d'un cancer fulgurant. Au lendemain du premier tour, il ne lui reste que très peu de temps pour préparer, avec son équipe rapprochée, le débat télévisé qui l'opposera à son adversaire. Peu apprécié des médias et de l'opinion, il doit à tout prix améliorer son image et affiner son argumentaire.
À cette fin, il organise un week-end de travail dans sa propriété. Le candidat, d'abord docile et fragile, se plie à toutes les exigences de son staff, quand, arrivé au bord de l'épuisement, il découvre qu'il est en fait prisonnier d'une terrible manipulation dont il ne s'extraira qu'en jouant sa propre partition…

## Fiche technique
- Titre : Le Candidat
- Réalisateur : Niels Arestrup
- Scénario : Niels Arestrup
- Musique : Olivier Innocenti, Christophe Oger et Sébastien Souchois
- Son : Brigitte Taillandier
- Photographie : Romain Winding
- Montage : Sylvie Gadmer
- Décors : Thierry François
- Costumes : Carine Sarfati
- Production : Pascal Verroust
- Société de production : ADR Productions, France 3 Cinéma et Canal+
- Société de distribution : Pyramide Distribution (France)
- Pays :  France
- Genre : drame
- Durée : 95 minutes
- Date de sortie :
  -  France : 11 avril 2007

## Distribution
- Yvan Attal : Michel Dedieu
- Stefania Rocca : Laura
- Niels Arestrup : Georges
- Clotilde de Bayser : Christine
- Maurice Bénichou : Maxime
- Guillaume Gallienne : Sam
- Laurent Grévill : Philippe
- Sophie Broustal : Nicole
- Marie-Gaëlle Cals : la journaliste
- Cyril Couton : Edouard
- Alain Doutey : Docteur Mascard
- Catherine Epars : Mme Arani
- Bruno Esposito : le garde du corps de Michel
- Thierry Hancisse : Eric Carson
- Isabelle Le Nouvel : Nadia
- Albert Mendy : N'Dogé
- Marc Rioufol : le journaliste
- Fabio Sartor : Luigi
- Luc Thuillier : Henry